# Miass (rivier)
De Miass (Russisch: Миасс) is een rivier in het Oeralgebied in Rusland en vormt een zijrivier van de Iset (stroomgebied van de Irtysj). De rivier heeft haar oorsprong op de oostelijke helling van de Oeraltaoe in Basjkirostan en stroomt vandaaruit langs de westzijde van het Ilmenskigebergte en verder over de Trans-Oeralvlakte en het West-Siberisch Laagland door de oblasten Tsjeljabinsk en Koergan. De rivier is bevroren van eind oktober, november tot april en wordt vooral gevoed door sneeuw.
De belangrijkste zijrivieren zijn de Atljan, Bisjkoel, Bolsjoj Kialim en Zjoezelga. Langs de rivier liggen een aantal waterbekkens, waarvan het Argazinbekken het grootste is. Aan de rivier liggen de steden Tsjeljabinsk en Miass en de dorpen Poletajevo en Miasskoje.
- Gemeinsame Normdatei: 4356023-4